# Арбузов, Михаил Фёдорович
Михаи́л Фёдорович Арбу́зов (9 [21] октября 1899, Старица — 28 июля 1980, Москва) — советский партийный деятель.

## Биография
Родился в семье священника.
- 1917—1918 гг. — вольнонаёмный служащий военного лазарета в Выборге.
- 1918 г. — заведующий отделом топлива Старицкого уездного Совета народного хозяйства, вступил в члены РСДРП(б).
- 1918—1919 гг. — секретарь Старицкого уездного комитета РСДРП(б).
- 1919 г. — служба в РККА: помощник военного комиссара 45-го стрелкового полка, секретарь политотдела 4-й дивизии 15-й армии.
- 1919—1920 гг. — редактор газеты «Плуг и Молот», Старица.
- 1920—1921 гг. — член редколлегии газеты «Известия», Ташкент.
- 1921—1922 гг. — лектор Тверской губернской партийной школы.
- 1922—1924 гг. — заместитель заведующего организационным отделом Тверского губкома РКП(б).
- 1924—1925 гг. — ответственный инструктор Фабричного райкома ВКП(б) в Твери.
- 1925—1926 гг. — заместитель секретаря Бежецкого уездного комитета ВКП(б) Тверской губернии.
- 1926—1929 гг. — руководитель группы информационного отдела ЦК ВКП(б).
- 1929—1930 гг. — помощник секретаря ЦК ВКП(б) В. М. Молотова.
- 1930—1936 гг. — заместитель заведующего Секретариатом Председателя Совнаркома СССР.
- 1936—1937 гг. — секретарь Совета Труда и Обороны при Совнаркоме СССР.
- март—июль 1937 г. — Управляющий делами Совета Народных Комиссаров СССР.
- 1938—1943 гг. — инспектор при Наркомате просвещения РСФСР.
- 1943—1949 гг. — заместитель Председателя Комитета по радиофикации и радиовещанию при Совнаркоме (Совмине) СССР.
- 1949—1953 гг. — работа в Главполиграфиздате при Совмине СССР: заместитель начальника управления, начальник инспекции, начальник отдела учебных заведений.
- 1953—1959 гг. — в Министерстве культуры СССР: начальник планово-экономического управления Главиздата, заместитель управляющего Всесоюзным объединением книжной торговли.
- 1959—1963 гг. — главный редактор журнала «Советская книжная торговля».
- С 1963 года на пенсии.